# 巴登藩侯國
巴登藩侯國 (德語：Markgrafschaft Baden) 是神聖羅馬帝國的一個諸侯國。藩侯國位於今天德國西南部的萊茵河上游一帶。巴登於1112年正式成為一個藩侯，國祚持續到1803年。其後，藩侯國升格為神聖羅馬帝國的一個選侯國。1806年，巴登選侯國接收了一些其他的領土，並升格為巴登大公國。巴登的統治者一直屬於士瓦本王朝的分支策林格王朝。

## 历史
11世纪，士瓦本公国的许多地区被不同的小型王朝所统治，缺乏一个强大中央政权。在该地区，实力最强的王朝有霍亨斯陶芬王朝，韦尔夫王朝，哈布斯堡王朝和策林格王朝。神圣罗马帝国皇帝亨利三世曾保证公爵的宝座会由策林格家族的继承人贝特霍尔德接任，然而，在亨利死于1056年后，他的遗孀艾格尼丝却任命莱茵法登的鲁道夫为新的士瓦本公爵。 贝特霍尔德放弃了他的继承权利，作为补偿，他得到了克恩腾公国和意大利地区的维罗纳边境领地。1077年，由于主教叙任权斗争，贝特霍尔德被罗马人的国王亨利四世剥夺了以上两个领地。其后，他回到了士瓦本的故乡，并在一年后去世。不过，维罗纳的领地仍然由他的长子赫尔曼一世继承。
赫尔曼一世的儿子赫尔曼二世，与世仇霍亨斯陶芬家族缔结了一项协议。1098年，皇帝亨利四世应承给予他封地。就像他的父亲一样，赫尔曼二世坚持要取得藩侯的头衔。 由于他出生和成长在德意志地区，他选择在德意志建立起他的统治。他最终选择了巴登 (原先的巴登-巴登)，这是因为他透过他父亲与朱迪特·冯·巴克南-苏利希高，即埃贝斯泰因-卡尔夫的伯爵夫人，的联姻而取得了该地的继承权。赫尔曼二世于巴登开始建造霍亨巴登城堡。城堡的建造开始于1100年左右，完成于1112年。也正是在这一年，赫尔曼二世正式宣称成为巴登藩侯。 

### 成长
新的藩侯国，由于首都巴登的缘故，也被称作为巴登藩侯国。 赫尔曼二继续以侯爵的身份统治，直到他于1130年去世。他的儿子和孙子，赫尔曼三世(1130年-1160年统治)和赫尔曼四世(1160年-1190年统治)，扩大了藩侯国的领土。 到1200年，这些土地第一次被划分。策林格家族的两个分支分为两个独立的藩侯国， 巴登-巴登和巴登-赫希贝格。后者在约一百年后再度分裂，产生第三个分支，即巴登-索森贝格。
在12世纪到13世纪，巴登是霍亨斯陶芬王朝忠诚的和坚定的支持者，甚至不惜与来自策林格-施瓦本亲戚敌对的。作为回报，它被允许扩大其统治到整个德意志西南地区，西至莱茵河对岸的阿尔萨斯，东抵黑森林的边缘，北接穆尔格河，南邻布赖斯高。 巴登-巴登的第四位藩侯，赫尔曼四世 (1190年-1243年统治)，建立了巴克南镇、杜拉赫、斯图加特、埃特林根和普福尔茨海姆等城市，和一些修道院，包括后来埋葬他和他的后裔的利希腾萨尔修道院。1219年，他将宫廷搬到了普福尔茨海姆。因为得到奥特瑙和布赖斯高两个伯爵的头衔，他不得不放弃他对策林格和不伦瑞克的宣称。他的儿子和孙子，赫尔曼六世(1243年-1250年统治)和 腓特烈一世(1250年-1268年统治)，宣称了奥地利和施蒂里亚的公爵头衔，但奥地利人拒绝了，因为他们不想被非奥地利人所统治。

### 整合

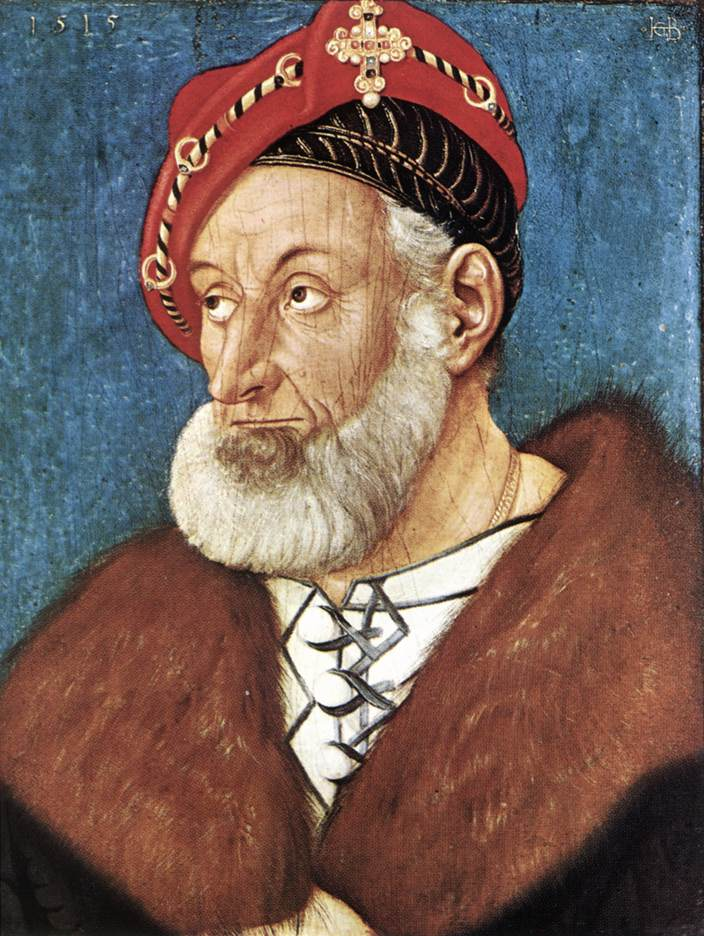
巴登藩侯克里斯托弗一世，由汉斯·巴尔东·格里恩创作于1515年

巴登-巴登藩侯贝纳德一世(1391年-1431年统治)于1391年统一了原巴登藩侯国的所有领地。作为一名名声卓越的军人，贝纳德继续实行前几任藩侯的政策，并获得了了几个地区，包括巴登-普福和巴登-赫希贝格。1291年时，巴登-普福被其独立的藩侯所治理，但在1361年，该支系绝嗣，领地重归巴登-巴登支系。巴登-赫希贝格的情况则稍好一点：藩侯国建立于1190年，并一直存在到1418年，直到支系绝嗣。作为血统最相近的继承人，贝纳德同样宣称了巴登-赫希贝格的统治权。巴登-索森贝格支系于1503年也绝嗣，领土同样被巴登-巴登所继承。
巴登藩侯国于1442年极大地巩固了统治。在这一年，拉尔和迈尔伯格的部分领地被并入藩侯国，联结打通了南部的布赖斯高和北部的巴登-巴登两个区域。纵观整个中世纪晚期，巴登在其行政、财政和军队上都有很大的提升，尤其是在获得哈布斯堡王朝剩余的奥特瑙和布赖斯高时，成为了神圣罗马帝国在德意志西南边陲最强大的诸侯国。

### 陷入衰败
巴登藩侯卡尔一世(统治于1453年-1475年)于1462年与莱茵-普法尔茨伯爵腓特烈一世交战。交战的原因有关美因茨大主教的选举之争。战争仅持续了几个月，但对失败者卡尔一世来说，后果是毁灭性的。他不得不将他的一些领土割让给普法尔茨，以及它的盟友。 这些领土最终由他的儿子兼继任藩侯克里斯托夫一世夺回。1503年，巴登-索森贝格支系绝嗣，其领土被克里斯托弗兼并。克里斯托夫试图让他其中一个儿子菲利普继承所有的领地，但他的努力被法国国王挫败了。在他死之前，克里斯托弗被迫再次将藩侯国的土地均分给他三个儿子。菲利普在1515年继承了他的藩侯爵位，但1533年去世时并没有留下任何子嗣。他的领地被他的兄弟伯纳德以及恩斯特所瓜分。 1535年，伯纳德和恩斯特提出了一个新均分继承方案。 这是一连串领地分割的开端，并建立巴登家族两个最主要的分支：巴登-巴登分支，以及巴登-杜拉赫—家族的分裂一直持续至1771年。然而，两个分支之间的关系并不友好，不断的均分对此也没有任何帮助。
在宗教改革其间，巴登-巴登领导的几个分支仍然是虔诚的天主教徒，巴登-杜拉赫则带领其他小分支加入了新教联盟。三十年战争极大地破坏了几个分支间的关系。许多持异见者被流放到其他国家。 巴登在战争期间也遭受了严重的破坏。1648年签订的的威斯特伐利亚条约恢复所有家族分支的统治，同时保证了信仰的自由。随着战争的结束，分支间强烈的对立情绪开始消退。在“太阳王”法国国王路易十四发动的战争下，两个藩侯国均受到了法国军队的蹂躏。 神圣罗马帝国军队则在巴登-巴登藩侯“土耳其的”路德维希·威廉(1677年-1707年统治)的指挥下抗击法国。

### 重新统一
1771年，最后一任巴登-巴登藩侯奥古斯都·格奥尔格去世，没有留下任何子嗣。因此巴登-巴登藩侯国的领土被他血缘最近的继承人——巴登-杜拉赫藩侯卡尔·弗雷德里希（1738年-1811年统治）所继承。巴登藩侯国的土地第三次，也是最后一次，统一在一个君主的治下。
尽管巴登藩侯国再次统一，其地处莱茵河上游两岸，总面积约1350名平方英里（3496.48平方公里）的土地仍然没有连在一起。1738年，当卡尔·弗雷德里希继承藩侯爵位时，他决意改变这一状况。1792年，法国和奥地利之间爆发的战争是他第一个机会。巴登加入了奥地利一方作战，却被法国人大败。卡尔·弗雷德里希不得不向法国支付赔偿金，并将莱茵河的左岸割让给法国。几年后，他的第二个机会到来。他带领巴登加入了俄国沙皇亚历山大一世对拿破仑的作战。1803年，作为加入沙皇反法同盟的回报，藩侯得以攫取康斯坦茨主教领，莱茵-普法尔茨的一部分领土，以及其他几个较小的地区，从而升格成为选帝侯。巴登藩侯国也因此升格为巴登选侯国。

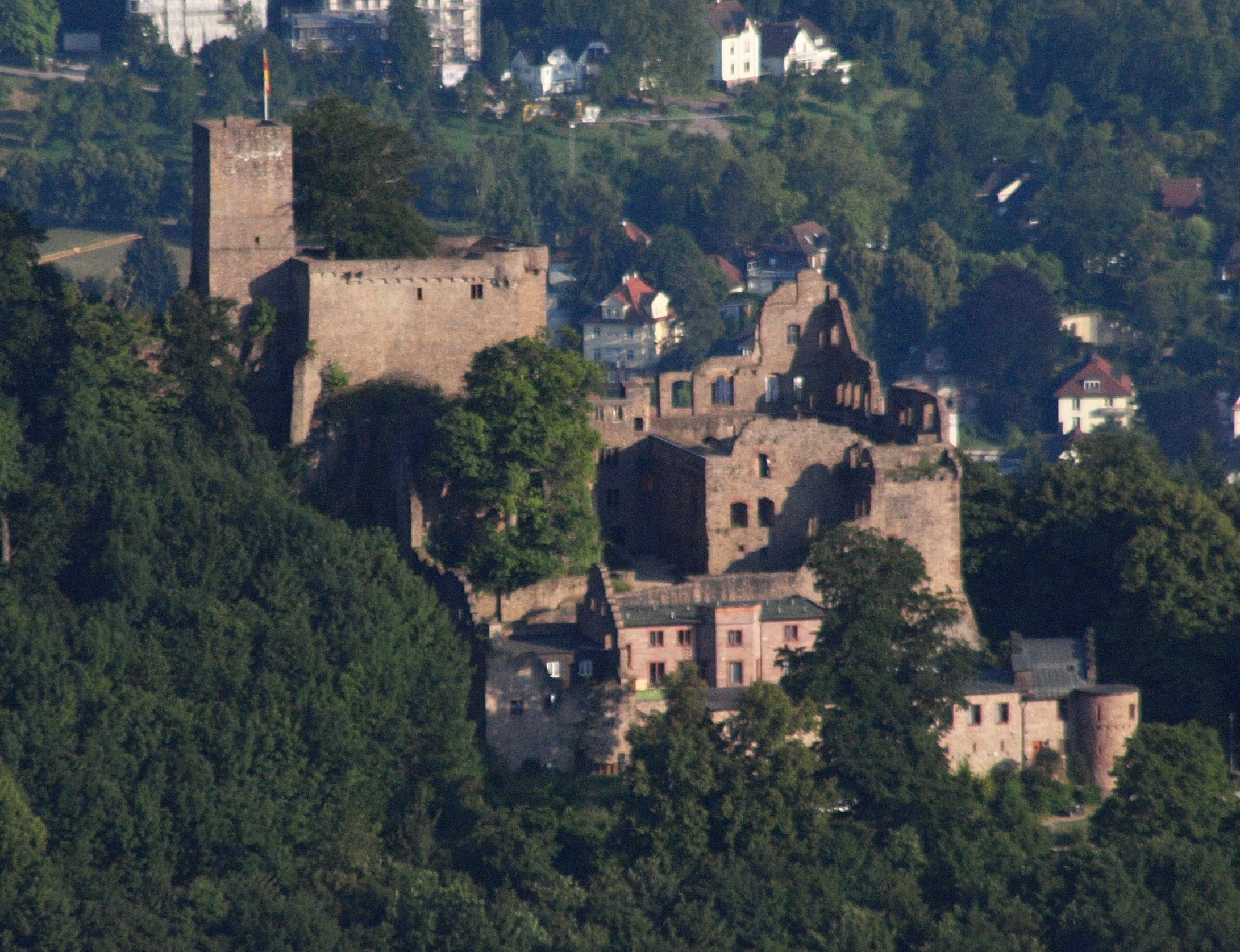
地处巴登-巴登的霍亨巴登城堡（英语：Hohenbaden Castle）遗迹
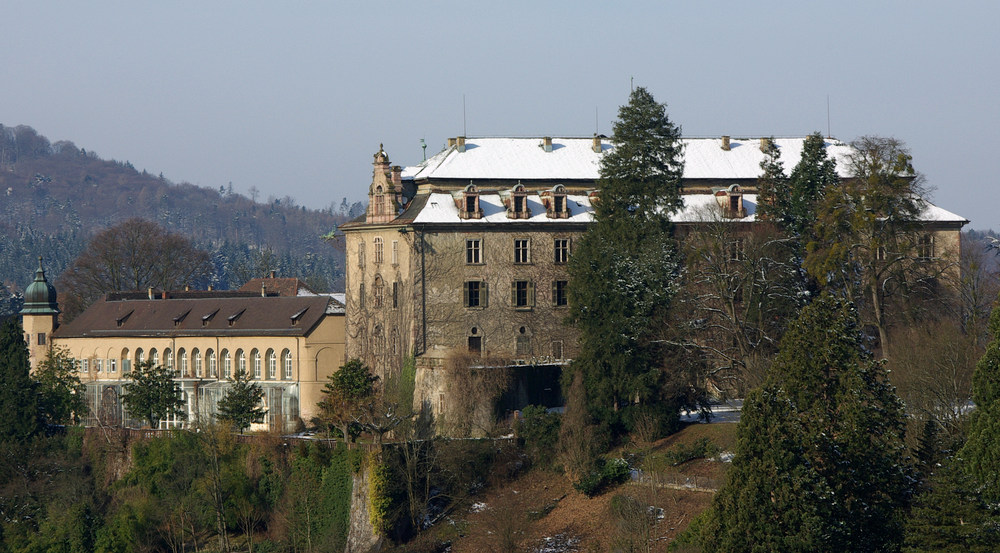
地处巴登-巴登的新城堡
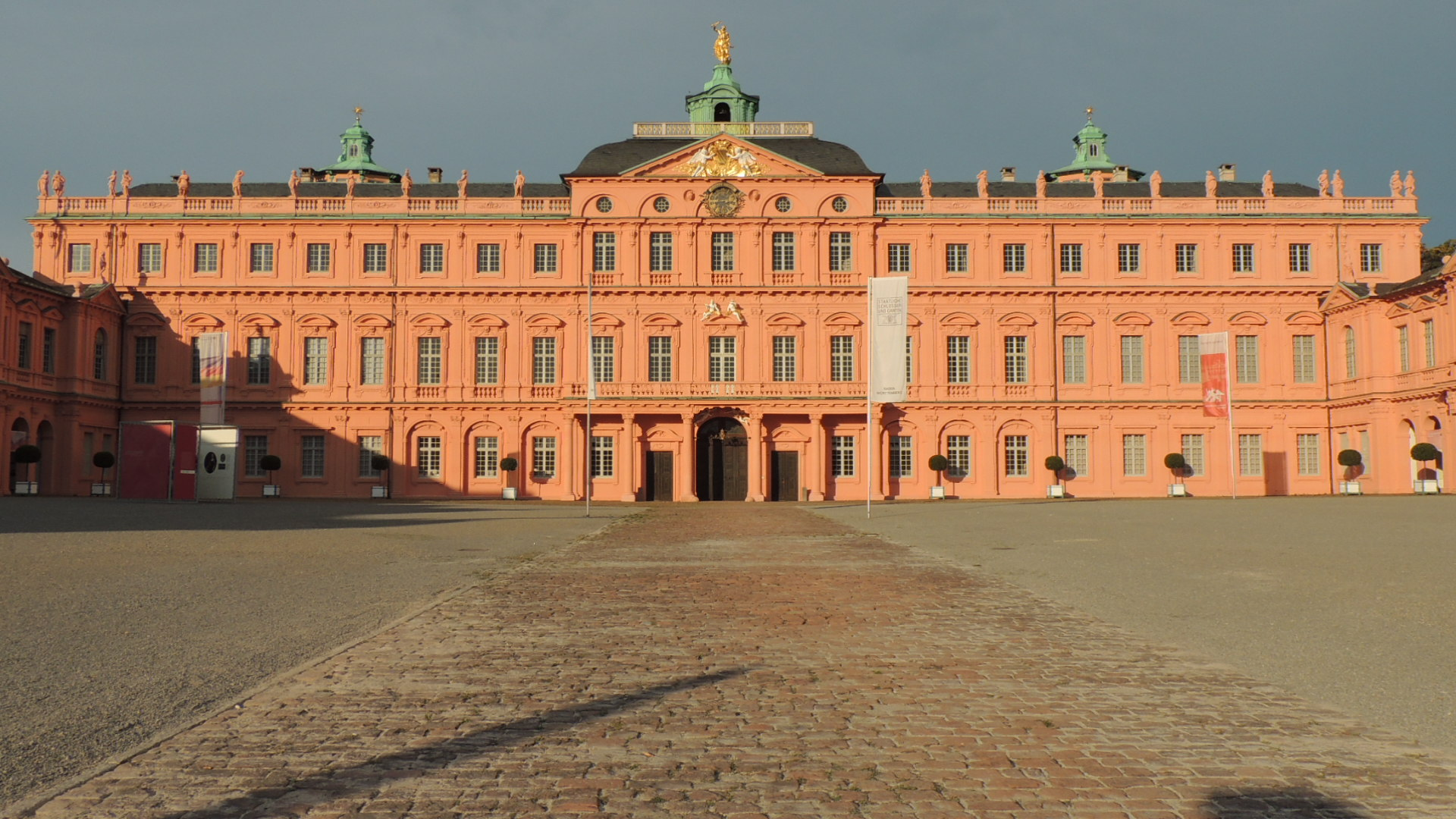
拉施塔堡（英语：Schloss Rastatt），从1705年起为巴登-巴登藩侯的驻地
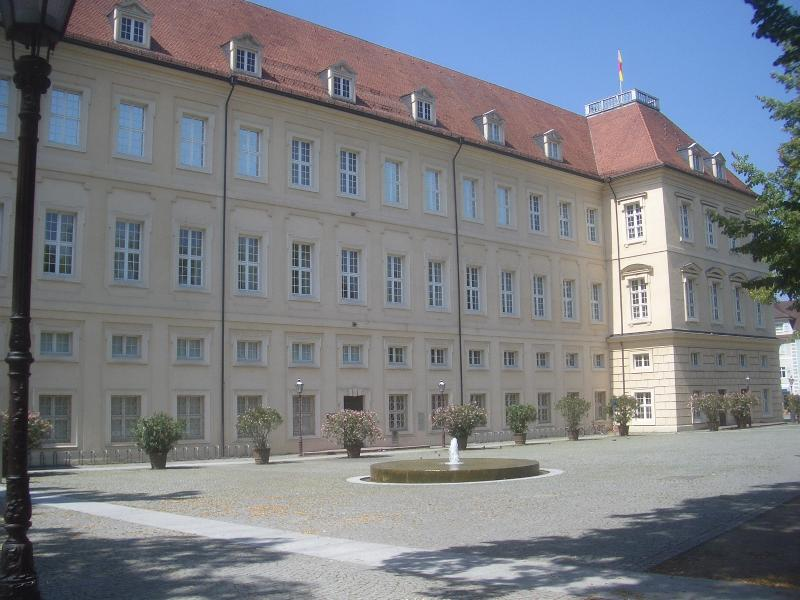
地处杜拉赫（英语：Durlach）的卡尔斯堡，从1565年起为巴登-杜拉赫藩侯的驻地
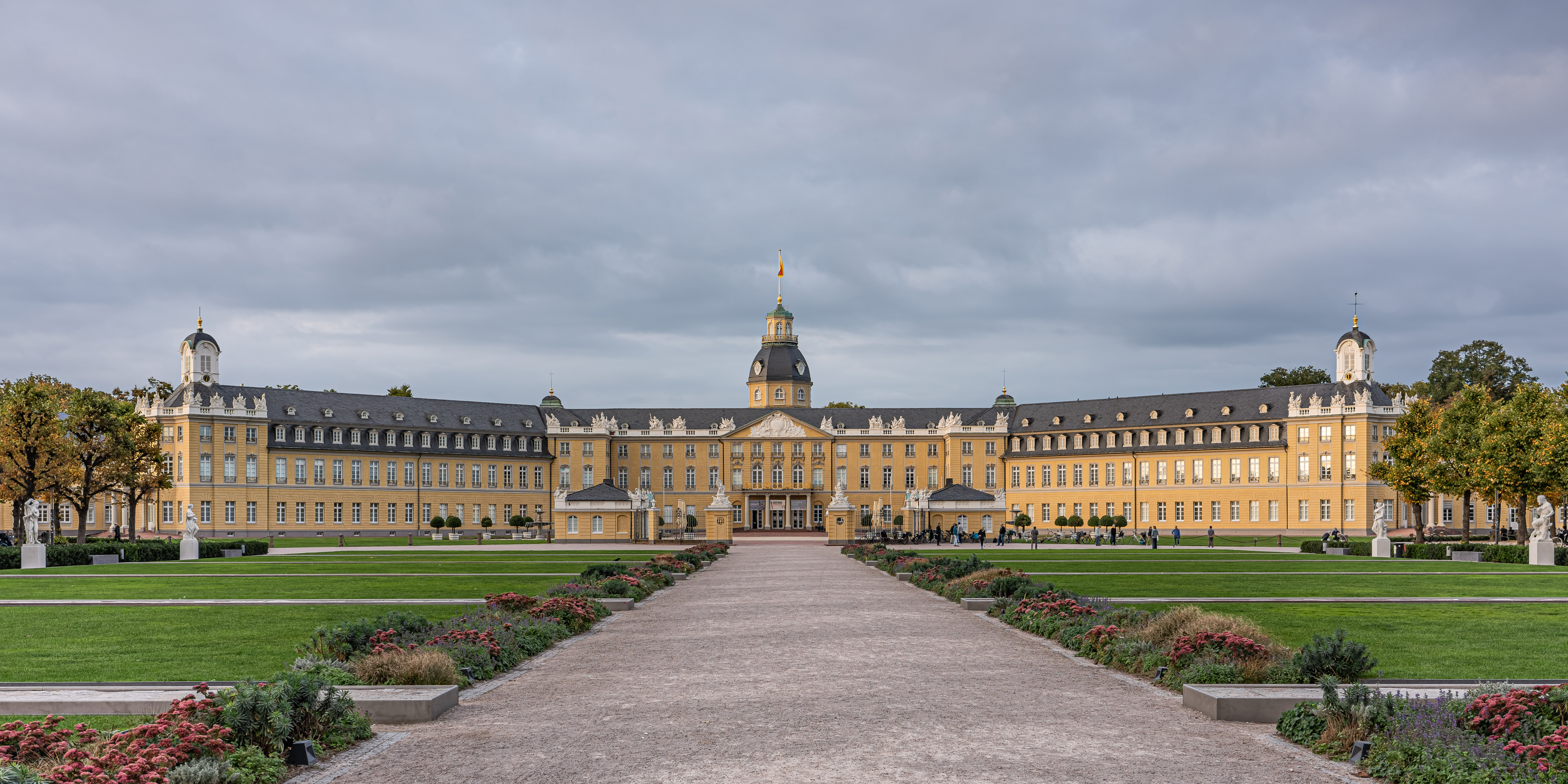
卡尔斯鲁厄宫，从1718年起为巴登-杜拉赫藩侯的驻地，同时也是1806年起巴登大公的驻地

### 藩侯列表
详情请阅览巴登统治者完整列表。
其中包括了巴登藩侯国所有分支的统治者。